# Barcelona Olímpica

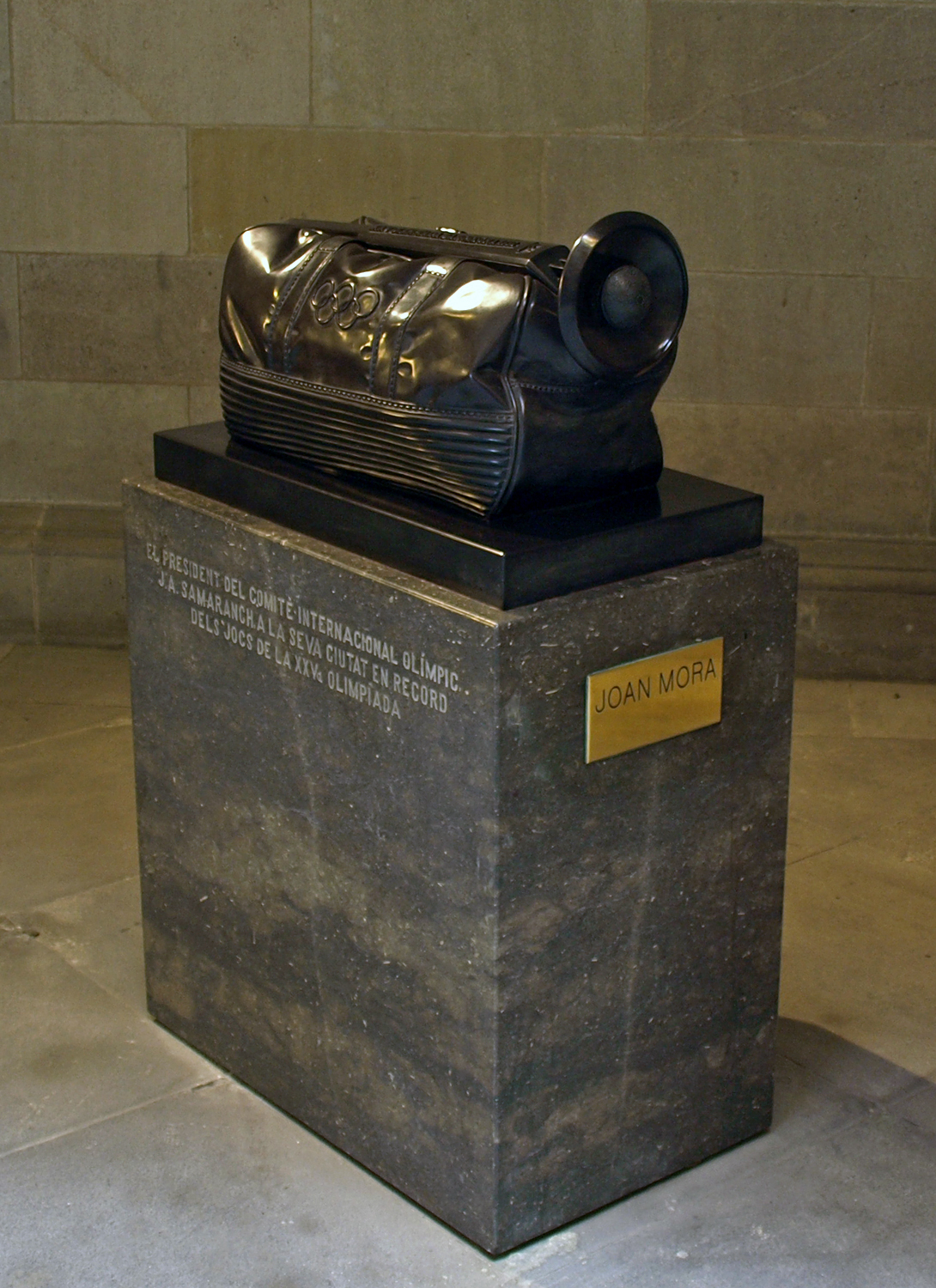
Barcelona olímpica expuesta en la Escalera de Honor de la Casa de la Ciudad de Barcelona.

Barcelona Olímpica es una escultura del artista catalán Joan Mora de 1996 expuesta en la Escalera de Honor de la Casa de la Ciudad de Barcelona, España.

## Historia
La obra fue realizada por el picapedrero y marmolista Joan Mora en el taller que posee en San Andrés de Palomar (Barcelona) en 1996, por encargo de Juan Antonio Samaranch, por aquel entonces, presidente del Comité Olímpico Internacional. La obra, realizada con piedra negra de Calatorao, representa una maleta con una antorcha olímpica hiperrealista, como agradecimiento del presidente del COI a Barcelona tras los Juegos que albergó la ciudad en 1992.
El 25 de abril de 1996 fue inaugurada la escultura en su actual emplazamiento, en el vestíbulo de la Casa de la Ciudad de Barcelona, cerca de la Escalera de Honor, por el escultor Joan Mora y Samaranch. El Vestíbulo es un espacio de grandes proporciones conocido por albergar numerosas obras de arte de artistas destacados como Joan Miró, Josep Clarà y Josep María Subirachs entre otros.
La leyenda reza:

El president del Comité Internacional Olímpic. J.A. Samaranch a la seva ciutat en record dels jocs de la XXVa Olimpiada